# Einar Lundquist
Einar Lundquist, född 4 augusti 1901 i Skövde, död okänt år, var en svensk-amerikansk målare och tecknare.
Lundquist studerade vid Pennsylvania Academy of Fine Arts i Philadelphia och vid Art Institute of Chicago och var efter studierna huvudsakligen verksam i Rockford och Chicago. Han medverkade i Swedish-American Associations utställning i Chicago 1929 där han tilldelades första pris för sina  akvarellmålningar. Han medverkade i de årliga svensk-amerikanska utställningarna på Svenska klubben i Chicago.   